# Relaciones México-Zimbabue
Las naciones de México y Zimbabue establecieron relaciones diplomáticas en 1985. Ambas naciones son miembros de las Naciones Unidas.

## Historia
En 1965, Rodesia (actual Zimbabue) obtuvo su independencia del Reino Unido. México se negó a reconocer o establecer relaciones diplomáticas con la nación debido a su sistema apartheid. Al final de la guerra civil de Rodesia en diciembre de 1979, Rhodesia cambió su nombre a Zimbabue en 1980. México y Zimbabue establecieron relaciones diplomáticas en marzo de 1985. En 1990, México abrió una embajada residente en Harare, sin embargo, la embajada se cerró en 1994 y México acreditó su embajada en Pretoria, Sudáfrica a Zimbabue.
En septiembre de 1986, el secretario de Relaciones Exteriores de México, Bernardo Sepúlveda Amor, asistió a la conferencia del Movimiento No Alineado celebrada en Harare. En noviembre de 1991, el presidente de México Carlos Salinas de Gortari y el presidente de Zimbabue Robert Mugabe se reunieron en Caracas, Venezuela durante la cumbre del Grupo de los 15.
En 1998, durante la inauguración del presidente sudafricano Thabo Mbeki, la secretaria de Relaciones Exteriores de México, Rosario Green se reunió con el presidente Robert Mugabe. En mayo de 2017, el presidente Mugabe realizó una visita a Cancún, México para asistir a la Conferencia de las Naciones Unidas sobre la Reducción del Riesgo de Desastres. El presidente Mugabe fue acompañado por el ministro de Relaciones Exteriores Simbarashe Mumbengegwi y la ministra de Medio Ambiente Oppah Muchinguri.
En mayo de 2013, el subsecretario de la Economía de México, Francisco de Rosenzweig, visitó Zimbabue, junto con el embajador de México residente en Etiopía, Juan Alfredo Miranda Ortiz, para promover la candidatura de Herminio Blanco Mendoza como director general de la Organización Mundial del Comercio. Desde 2008, el gobierno mexicano ofrece cada año becas a los ciudadanos de Zimbabue para estudiar estudios de posgrado en instituciones de educación superior mexicanas.
En octubre de 2024, el vicepresidente Kembo Mohadi viajó a México para asistir a la toma de posesión de la presidenta Claudia Sheinbaum.

## Visitas de alto nivel
Visitas de alto nivel de México a Zimbabue
- Secretario de Relaciones Exteriores Bernardo Sepúlveda Amor (1986)
- Subsecretario de la Economía Francisco de Rosenzweig (2013)

Visitas de alto nivel de Zimbabue a México
- Ministro de Medio Ambiente Francis Nhema (2010)
- Presidente Robert Mugabe (2017)
- Ministro de Relaciones Exteriores Simbarashe Mumbengegwi (2017)
- Ministra de Medio Ambiente Oppah Muchinguri (2017)
- Vicepresidente Kembo Mohadi (2024)

## Comercio
En 2023, el comercio entre México y Zimbabue ascendió a $1,7 millones de dólares. Las principales exportaciones de México a Zimbabue incluyen: medicamentos, teléfonos y teléfonos móviles, y maquinaria. Las principales exportaciones de Zimbabue a México incluyen: cueros y pieles, ferroaleaciones, materiales minerales, bombas de aire o bombas de vacío, consolas de videojuegos, partes de maquinaria, aceites esenciales para maquillaje y cremas, aceite de coco y de palma.

## Misiones diplomáticas
- México está acreditado a Zimbabue a través de su embajada en Pretoria, Sudáfrica.[10]
- Zimbabue está acreditado a México a través de su embajada en Washington D. C., Estados Unidos.[11]